# Hozzám tartozol
A Hozzám tartozol Sztevanovity Zorán szerelmes dalokat tartalmazó válogatáslemeze, ami 1998. október 19-én jelent meg.

## A lemez
Az album vegyesen tartalmaz stúdió- és koncertfelvételeket, utóbbiak jórészt az 1993-as Az elmúlt 30 év… című jubileumi koncertről származnak. Felemás volta miatt a lemezt több kritika érte. Az egyetlen eredeti felvétel a Kék asszony, egy 1973-as LGT-dal feldolgozása a Bummm! albumról. A címadó dal a Tizenegy dal című lemezen jelent meg 1982-ben.
A borítón egy részlet látható Renoir Tánc Bougivalban című festményéről.

## Dalok
Azokat a dalokat, amelyeknél a szerzők nincsenek megnevezve, Presser Gábor és Sztevanovity Dusán írta. A koncertfelvételeket dőlt betű jelöli.
1. Kék asszony (Presser Gábor; Adamis Anna) – 4:47
2. Mária volt (Sztevanovity Zorán; Szevanovity Dusán) – 1:57
3. Vasárnap délután – 5:25
4. Amikor elmentél tőlem – 4:26
5. Hozzám tartozol – 3:17
6. Régimódi dal (Sipeki Zoltán; Sztevanovity Dusán) – 2:54
7. Szép Júlia (Gerendás Péter; Sztevanovity Dusán) – 6:03
8. Nem haragszom rád – 3:15
9. Romantika – 5:21
10. Ha másképp szeretnél (Gerendás Péter; Sztevanovity Dusán) – 3:59
11. Számíthatsz rám (Sztevanovity Zorán; Szevanovity Dusán) – 3:45
12. Majd egyszer – 3:23
13. Kiáltás – 6:25
14. A szerelemnek múlnia kell – 4:56
15. Ahol jó volt (Presser Gábor) – 3:09
16. 34. dal – 4:39
17. Szeretlek (Sipeki Zoltán; Sztevanovity Dusán) – 3:26
18. Hadd legyen – 4:07

Teljes játékidő: 73:57

## Külső hivatkozások
- Zorán honlapja